# Meta (Colombie)
Pour les articles homonymes, voir Méta.
Le département du Meta est un des 32 départements de la Colombie. Il se situe au centre du pays et sa capitale est Villavicencio.

## Toponymie
Le département doit son nom au grand fleuve qui le borde, le río Meta.

## Histoire

### XIXeetXXesiècles

La province de Bogota en 1810.
Le département de Boyacá en 1824.
Le territoire national de San Martín en 1855.
L'État souverain de Cundinamarca en 1863.
Le département du Meta depuis 1960.

### Histoire récente
La plus grande fosse commune de Colombie a été découverte dans le Meta en 2010. Selon les estimations, environ deux mille corps de victimes d’exécutions extrajudiciaires pourraient y avoir été jetés par les paramilitaires et l'armée.

## Géographie

### Géographie physique

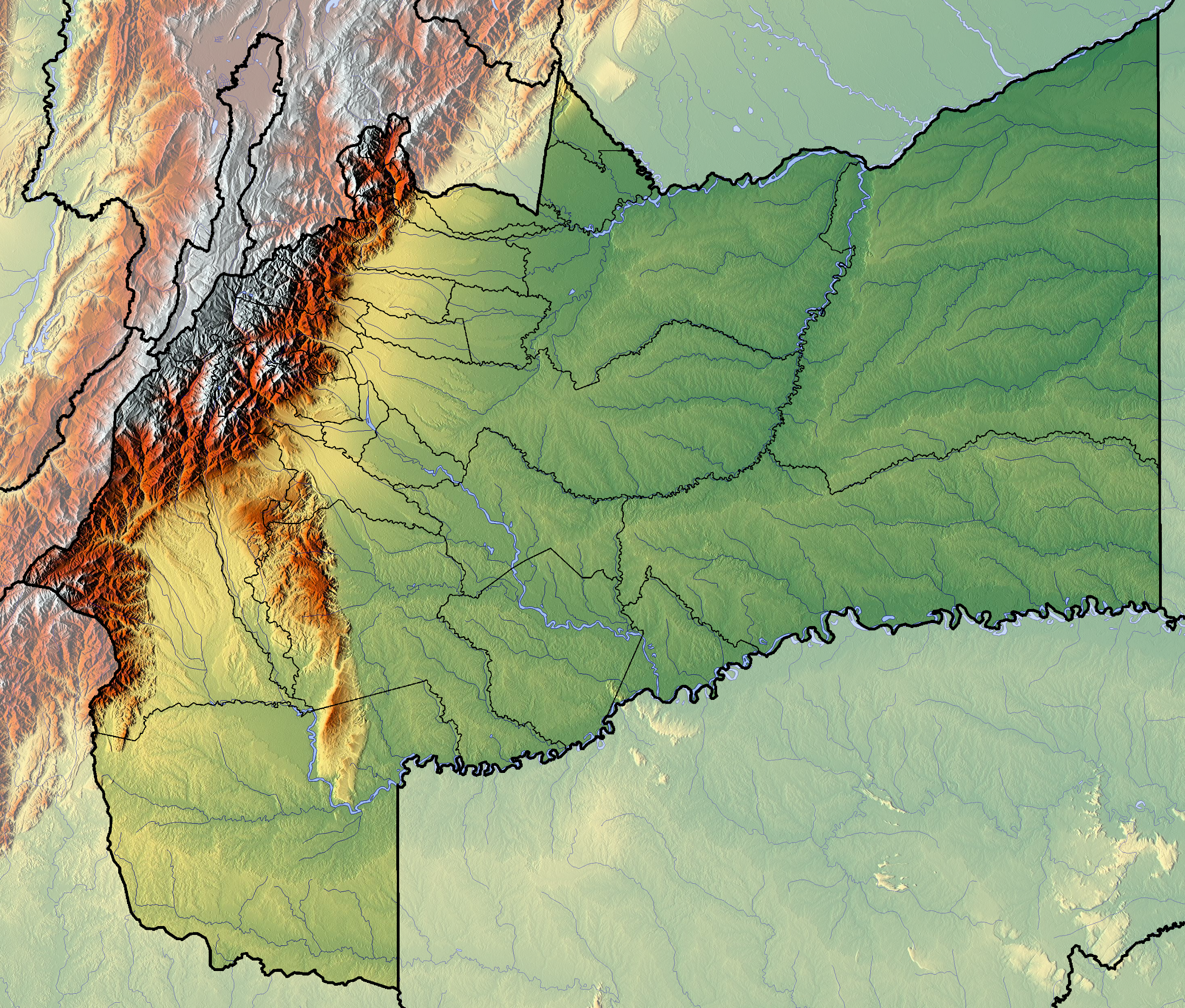
Carte topographique du Meta.

Le département du Meta est situé au centre du pays. Il est bordé au nord-ouest par le département de Cundinamarca, à l'ouest par ceux de Huila et Caquetá, au sud-est par celui de Guaviare, à l'est par celui de Vichada et au nord-est par celui de Casanare.
Le département est divisé en trois zones : la partie montagneuse, correspondant au piémont de la cordillère Orientale ainsi qu'à la serranía de la Macarena ; la seconde est la zone des Llanos, au centre et à l'est du département; la troisième est la région de la forêt amazonienne, au sud.
Le département est bordé par deux grands fleuves, le río Meta au nord, qui le sépare du Casanare, et le río Guaviare au sud, qui marque la frontière avec le département de Guaviare. Tous deux sont des affluents importants de l'Orénoque.

### Découpage administratif

Municipalités du Meta.

Le département du Meta est divisé en vingt-neuf municipalités. Sa capitale est Villavicencio.
| Municipalité         | Superficie (km2) | Population (2005) | Densité (hab./km2) |
| -------------------- | ---------------- | ----------------- | ------------------ |
| Acacías              | 1 129            | 54 753            | 48,5               |
| Barranca de Upía     | 315              | 3 232             | 10,26              |
| Cabuyaro             | 884              | 3 660             | 4,14               |
| Castilla la Nueva    | 503              | 7 258             | 14,43              |
| Cubarral             | 1 308            | 5 174             | 3,96               |
| Cumaral              | 580              | 16 634            | 28,68              |
| El Calvario          | 200              | 2 256             | 11,28              |
| El Castillo          | 693              | 5 571             | 8,04               |
| El Dorado            | 115              | 3 168             | 27,55              |
| Fuente de Oro        | 629              | 11 162            | 17,75              |
| Granada              | 11 229           | 50 837            | 4,53               |
| Guamal               | 785              | 8 933             | 11,38              |
| La Macarena          | 11 229           | 4 313             | 0,38               |
| La Uribe             | 6 037            | 8 180             | 1,35               |
| Lejanías             | 852              | 9 091             | 10,67              |
| Mapiripán            | 11 400           | 866               | 0,08               |
| Mesetas              | 1 980            | 4 677             | 2,36               |
| Puerto Concordia     | 1 298            | 8 451             | 6,51               |
| Puerto Gaitán        | 17 499           | 15 475            | 0,88               |
| Puerto Lleras        | 2 410            | 10 582            | 4,39               |
| Puerto López         | 6 740            | 28 922            | 4,29               |
| Puerto Rico          | 3 431            | 7 205             | 2,1                |
| Restrepo             | 434              | 10 112            | 23,3               |
| San Carlos de Guaroa | 811              | 6 909             | 8,52               |
| San Juan de Arama    | 1 163            | 7 020             | 6,04               |
| San Juanito          | 162              | 1 879             | 11,6               |
| San Martín           | 6 652            | 21 511            | 3,23               |
| Villavicencio        | 1 328            | 384 131           | 289,26             |
| Vista Hermosa        | 4 084            | 11 810            | 2,89               |

## Démographie

### Population
| 1985    | 1990    | 1995    | 2000    | 2005    | - |
| ------- | ------- | ------- | ------- | ------- | - |
| 510 636 | 562 491 | 615 103 | 697 344 | 783 168 | - |

### Ethnographie
Selon le recensement de 2005, 1,3 % de la population du Meta se reconnait comme étant « indigène », c'est-à-dire descendant d'ethnies amérindiennes et 2,6 % se définit comme afro-colombienne.

## Tourisme

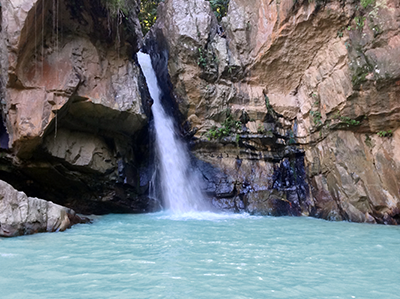
La Cascada - Termales Aguas Calientes del Llano

Termales Aguas Calientes del Llano